# Ishikawajima R-5
Ішікаваджіма R-5 (яп. Ishikawajima R-5) — прототип навчального літака, створеного для Імперської армії Японії в 1930-х роках компанією Ішікаваджіма. Як і попередня модель Ishikawajima R-3 був міцним літаком здатним виконувати фігури аероакробатики, але через ненадійний двигун серійно не виготовлявся і не був прийнятий на озброєння.

## Історія
Головний дизайнер R-3 Шіро Йошіхара відправився в Британію для навчання і вивчення нових літаків у вересні 1930 року, і після повернення в лютому 1932 року разом з Моріюкі Накаґавою почав роботу над новим дизайном навчального літака R-5 (з яп. 練習機, Реншукі — навчальний літак). Фюзеляж знову мав структуру з металевих труб, крило — змішану дерев'яно-алюмінієву структуру, і тканинне покриття. Відмінною особливістю стало встановлення інвертного рядного двигуна Cirrus Hermes, через це капот двигуна дозволяв кращий огляд до пілота, а гвинт розміщувався вище, що дало змогу зменшити шасі.
Перший прототип R-5 виготовили в серпні 1933 року і випробувальні польоти підтвердили очікування, але під час армійських випробувань виникли проблеми з двигуном. В результаті японська армія перестала цікавитись літаком. Був побудований ще один прототип і два літаки передали «Студентській авіаційній лізі Японії», де їм присвоїли індекси J-BAAG і J-BISB. Тривалий час їх використовували для навчання вищого пілотажу і вважали серед найкращих навчальних літаків аеропорту Ханеда разом з Avro 504.
У вересні-жовтні 1932 року R-5 ліги з студентами університетів Кансей Ґакуін і Кейо здійснили другий демонстраційний політ до Маньчжурії.

## Тактико-технічні характеристики
Дані з Japanese Aircraft 1910—1941

### Технічні характеристики
- Екіпаж: 2 особи
- Довжина: 7,17 м
- Висота: 2,54 м
- Розмах крил: 9,55 м
- Площа крил: 19 м²
- Маса пустого: 537 кг
- Маса спорядженого: 777 кг
- Навантаження на крило: 40,9 кг/м²
- Двигун: обернений 4-циліндровий рядний двигун Cirrus Hermes IV повітряного охолодження
- Потужність: 135 к. с.
- Гвинт: дволопатевий дерев'яний або металевий гвинт
- Питома потужність: 5,75 кг/к.с.

### Льотні характеристики
- Максимальна швидкість: 185 км/год (на рівні моря)
- Крейсерська швидкість: 148 км/год
- Посадкова швидкість: 74 км/год
- Дальність польоту: 480 км
- Час польоту: 3 год 30 хв
- Максимальна висота: 4000 м
- Час підйому на 3000 м.: 18 хв 18 с.